# MetaCentrum
MetaCentrum je aktivita sdružení CESNET primárně věnovaná provozu a dalšímu rozvoji gridové infrastruktury v České republice. MetaCentrum odpovídá za budování národního Gridu a jeho propojení se souvisejícími mezinárodními aktivitami. MetaCentrum provozuje a spravuje distribuovanou výpočetní infrastrukturu sestávající z vlastních i svěřených výpočetních a úložných kapacit akademických center České republiky. Uživatelé registrovaní v MetaCentru mají možnost bezplatného využití řady aplikačních programů, za všechny např. Matlab, Maple, Gaussian,… Zároveň se aktivita MetaCentrum zabývá nezbytným výzkumem a vývojem v oblastech, které souvisí s dalším rozvojem této infrastruktury.
Zpracování objemných experimentálních výsledků, simulace či modelování složitých systémů a další typické úlohy moderního výzkumu mají společnou vlastnost: vyžadují velký výpočetní výkon. Ten bývá dnes obvykle poskytován v podobě clusterů a gridů – systémů propojených a spolupracujících počítačů, mezi něž je úloha rozložena. Gridová infrastruktura proto tvoří jednu ze základních komponent e-infrastruktury CESNET.

## Historie
Počátky gridové infrastruktury MetaCentrum sahají do roku 1996, tedy až k samotnému vzniku sdružení CESNET. Zahrnuje řadu výpočetních clusterů umístěných v několika lokalitách a patřících různým subjektům (ve vlastnictví CESNET se nachází asi polovina strojů MetaCentra). Všechny jsou integrovány do jednotného prostředí se společnou správou uživatelů a úloh.
MetaCentrum má statut národní gridové infrastruktury (NGI) České republiky v rámci projektu European Grid Infrastructure (EGI).

## Software
Softwarové portfolio METACentra pokrývá poměrně široké spektrum aplikačních programů. Během vývoje se některé aplikační oblasti víceméně staly tradičními a tvoří tak relativně stabilní tematické okruhy, jimiž se uživatelé METACentra zabývají. Z těch nejvýznamnějších jsou to především:
- Výpočetní chemie / Molekulové modelování – Amber, Babel, Gaussian/GaussView, Molden, Vmd …
- Technické a materiálové simulace – ANSYS (včetně modulu LS-DYNA), Fluent, MSC.Marc, WIEN2k …
- Matematické a statistické modelování – Maple, Matlab, SNNS, gridMathematica, R, Vista …
- Vývojářské nástroje a prostředí – Vývojové prostředí SGI, PGI CDK, TotalView, Vampir, Paradise, SICStus Prolog …

MetaCentrum nabízí celou řadu komerčních i volných programů z různých vědních oblastí (chemie, biologie, matematika, technika), aktuálně SW vybavení zahrnuje stovky aplikací z nejrůznějších vědních oborů.

## Hardware
MetaCentrum sdružuje širokou škálu hardware. Jsou k dispozici jak velké mnohaprocesorové SMP stroje se sdílenou pamětí, tak klastry složené z mnoha dvou-, čtyř- a osmi- a více procesorových PC propojených rychlou páteřní sítí (10Gb/s), používají dávkový systém pro spouštění úloh Torque a distribuované souborové systémy AFS a NFSv4, čímž vytváří z hlediska uživatele jeden veliký virtuální klastr mající přes 10000 CPU jader.